# Кожокна (комуна)
Кожокна (рум. Cojocna) — комуна у повіті Клуж в Румунії. До складу комуни входять такі села (дані про населення за 2002 рік):
- Бож-Кетун (114 осіб)
- Божу (554 особи)
- Кара (751 особа)
- Кожокна (2424 особи) — адміністративний центр комуни
- Морішть (14 осіб)
- Стража (129 осіб)
- Хуч (36 осіб)
- Юріу-де-Кимпіє (354 особи)

Комуна розташована на відстані 311 км на північний захід від Бухареста, 17 км на схід від Клуж-Напоки.

## Населення
За даними перепису населення 2002 року у комуні проживали 4376 осіб.
Національний склад населення комуни:
| Національність | Кількість осіб | Відсоток |
| -------------- | -------------- | -------- |
| румуни         | 2634           | 60,2%    |
| угорці         | 887            | 20,3%    |
| цигани         | 855            | 19,5%    |

Рідною мовою назвали:
| Мова      | Кількість осіб | Відсоток |
| --------- | -------------- | -------- |
| румунська | 2712           | 62,0%    |
| угорська  | 863            | 19,7%    |
| циганська | 798            | 18,2%    |
| німецька  | 3              | 0,1%     |

Склад населення комуни за віросповіданням:
| Релігія            | Кількість осіб | Відсоток |
| ------------------ | -------------- | -------- |
| православні        | 2465           | 56,3%    |
| римо-католики      | 711            | 16,2%    |
| греко-католики     | 464            | 10,6%    |
| реформати          | 460            | 10,5%    |
| унітарії           | 110            | 2,5%     |
| п'ятдесятники      | 92             | 2,1%     |
| адвентисти         | 52             | 1,2%     |
| баптисти           | 12             | 0,3%     |
| юдеї               | 1              | < 0,1%   |
| не вказали релігію | 1              | < 0,1%   |